# Dysganus
Dysganus is een geslacht van plantenetende ornitischische dinosauriërs, behorend tot de Ceratopia, dat tijdens het late Krijt leefde in het gebied van het huidige Noord-Amerika. Het wordt tegenwoordig gezien als een nomen dubium.
In 1876 benoemde de Amerikaanse paleontoloog Edward Drinker Cope het geslacht Dysganus voor verschillende partijen afgesleten losse tanden. De geslachtsnaam is afgeleid van het Oudgriekse voorvoegsel dys~, "slecht" en γάνος, ganos, "glans", een verwijzing naar het doffe dentine tussen de richels van tandemail.
Cope benoemde vier soorten. Dysganus encaustus, "de ingebrande", was gebaseerd op specimen AMNH 2479, een half dozijn tanden die bij de Dog Creek, zes kilometer ten oosten van de Judith River, Fergus County, Montana waren gevonden. Het gaat om een laag uit de Judith River-formatie die dateert uit het Campanien. Cope dacht dat het tanden van Hadrosauridae betrof maar later werd duidelijk dat het gaat om tanden van Ceratopidae, een groep die Cope indertijd nog niet kende. Eén van de tanden is van een lid van de Tyrannosauridae. De soortaanduiding verwijst naar de verzonken slijtvlakken.
Dysganus bicarinatus, "met de dubbele snijrand", is gebaseerd op specimen AMNH 3975, een tand op dezelfde locatie gevonden. De naam verwijst vermoedelijk naar de twee meer geprononceerde evenwijdige middenrichels. De morfologie van de tand is in wezen niet verschillend.
Dysganus haydenianus eert de fossielenjager Ferdinand Vandeveer Hayden. Zij is gebaseerd op specimen AMNH 5738, een achttal tanden uit weer dezelfde locatie, van minstens twee individuen.
Dysganus peiganus verwijst naar de "Peigan" of Piegan Blackfeet, een in Montana levende stam. Zij is gebaseerd op specimen AMNH 3974, een wat minder afgesleten tandkroon van dezelfde formatie.
Cope wees oorspronkelijk de tanden slechts aan de Dinosauria toe. Pas in 1877 verfijnde hij dat tot de Orthopoda. In 1902 plaatste Oliver Perry Hay, die de naam overigens consequent fout als "Dysagnus" spelde, iets wat door latere auteurs vaak herhaald zou worden, ze in de Trachodontidae, de toenmalige naam voor de Hadrosauridae. In 1942 meende Richard Swann Lull nog dat D. peiganus tot de Stegosauria kon behoren. In de jaren tachtig stelde Peter Dodson echter vast dat de tanden van Ceratopidae moesten zijn geweest. Er zijn echter verschillende ceratopiden in de Judith River-formatie, zoals Albertaceratops, Judiceratops en Medusaceratops. Het kan niet goed bepaald worden tot welke soort de tanden behoorden en dat maakt Dysganus tot een nomen dubium.